# Amphisbaena munoai
Espèce
Amphisbaena munoai est une espèce d'amphisbènes de la famille des Amphisbaenidae.

## Répartition
Cette espèce se rencontre en Uruguay et au Rio Grande do Sul au Brésil.

## Étymologie
Cette espèce est nommée en l'honneur de Juan Ignacio Munoa.

## Publication originale
- Klappenbach, 1960 : Notas herpetologicas, I. Amphisbaena munoai n. sp. (Amphisbaenidae). Comunicaciones Zoologicas del Museo de Historia Natural de Montevideo, vol. 4, n. 84, p. 3.